# Wiège-Faty

Wiège-Faty este o comună în departamentul Aisne din nordul Franței. În 1 ianuarie 2022 avea o populație de 181 de locuitori.